# Jan Peeters (kunstenaar)
Johannes Christiaan (Jan) Peeters (Amsterdam, 13 oktober 1912 – Amsterdam, 27 december 1992) was een Nederlands glazenier, mozaïekkunstenaar, schilder en tekenaar.

## Leven en werk
Peeters werd opgeleid in zijn geboorteplaats aan het Instituut voor Kunstnijverheidsonderwijs bij Hendrik Adriaan van der Wal en de Rijksacademie bij Heinrich Campendonk. Hij schilderde, tekende en aquarelleerde figuurvoorstellingen, landschappen, naakten en stillevens en was actief als monumentaal kunstenaar. Hij maakte onder meer mozaïeken, wandschilderingen en ramen (glas in lood en glas-appliqué). Voor de ramen werkte hij samen met de ateliers van Willem Bogtman en Van Tetterode. Hij won een bronzen medaille op de wereldtentoonstelling van 1937 in Parijs. Hij was docent aan de Nieuwe Kunstschool in Amsterdam en gaf les aan onder anderen Willem Faas en Jacob Schol. Hij was na de Tweede Wereldoorlog een aantal jaren getrouwd met de latere galeriehoudster Eva Bendien (1921–2000).
Peeters was lid van De Onafhankelijken, de Hollandse Aquarellisten Kring, De Realisten, de Gebonden Kunsten Federatie (GKf) en de Vereniging van Beoefenaars der Monumentale Kunsten.
Peeters overleed in 1992, op 80-jarige leeftijd.

## Werken (selectie)
- geëtst raam (1948) van een moeder met kind, voor een consultatiebureau (nu GGD) in Amsterdam-Noord
- muurschildering (1953) geïnspireerd op de commedia dell’arte, voor de Stadsschouwburg Amsterdam
- twee glas-in-loodramen (1957) voor een school in Mijdrecht
- drie glas-appliquéramen (1958) voor het kantoor van de Britse Petroleummaatschappij in Amsterdam
- glas-appliqué (1960) met gestileerde planten, bloemen en vogels voor het verzorgingshuis Bloemswaard in Hillegom
- glas-appliqué (1962) voor het verzorgingshuis De Diem in Diemen
- ramen (jaren 60) voor de Sint-Jan's Geboortekerk in De Kwakel

## Afbeeldingen

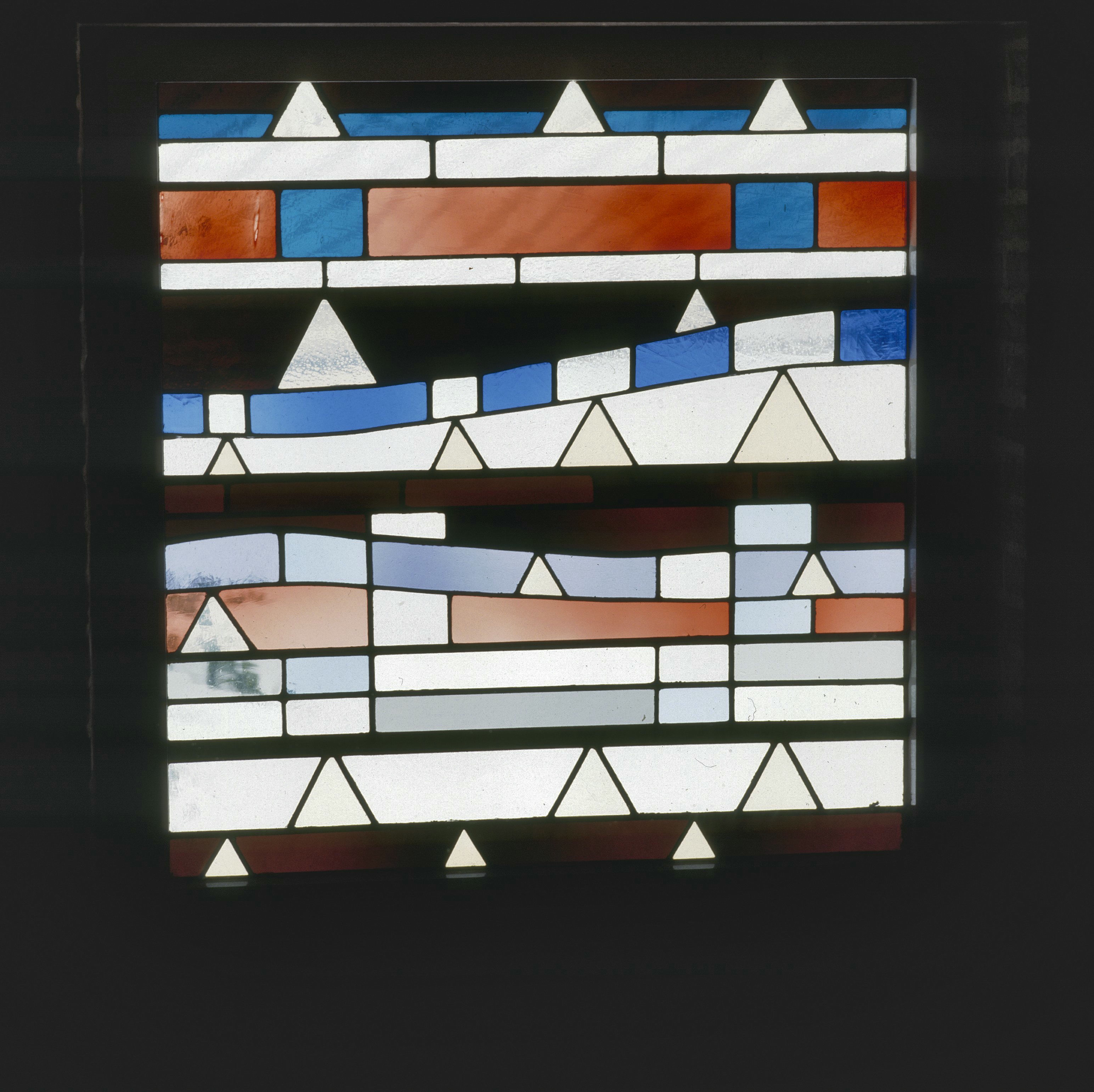
Sint-Jan's Geboortekerk, De Kwakel
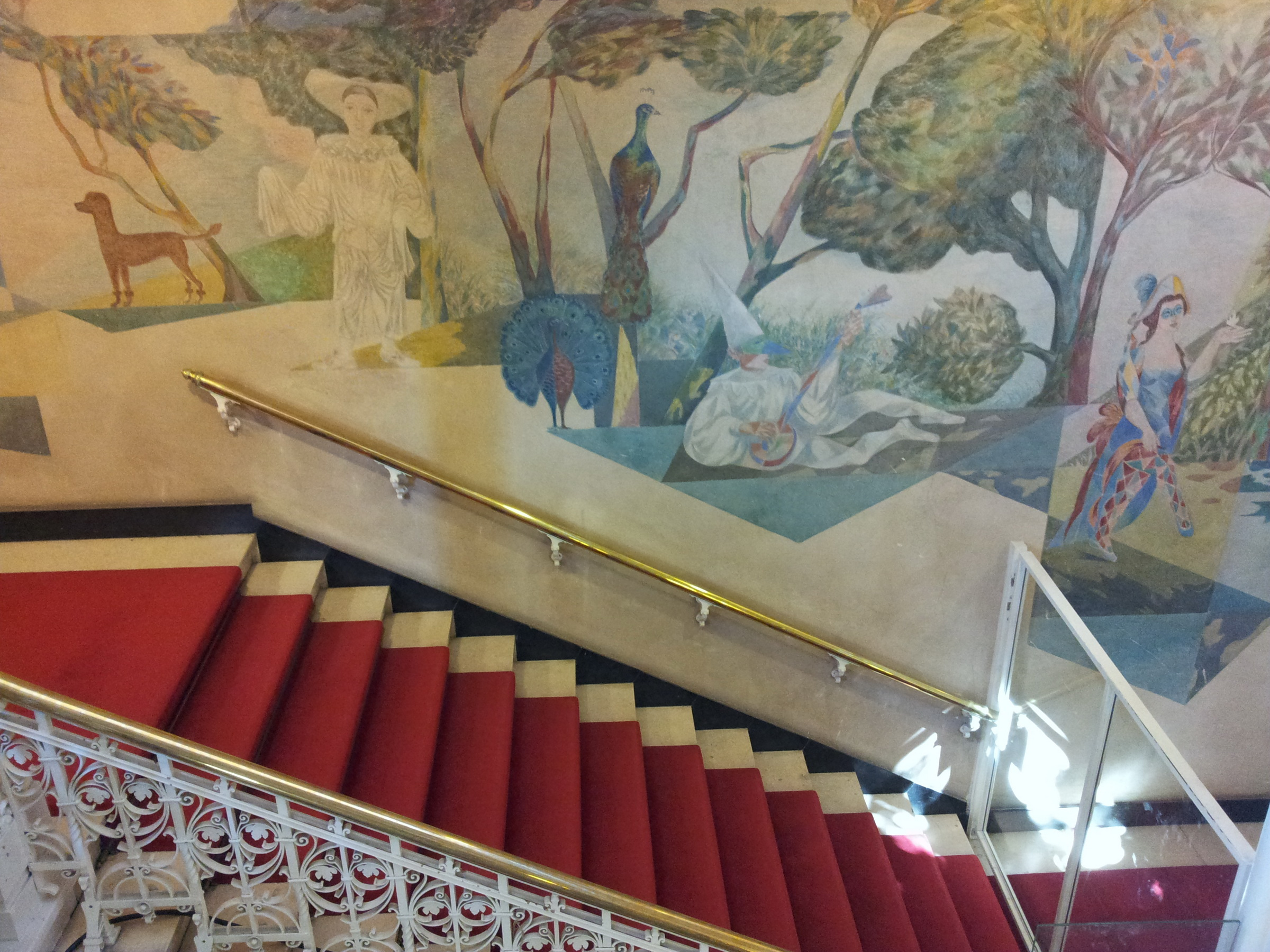
Stadsschouwburg Amsterdam